# Дельта (ракета-носитель)
«Де́льта» (Delta) — семейство ракет-носителей. Обеспечивает космические запуски в США с 1960 года. С этого времени было произведено более 300 запусков, 95 % из которых были успешны. В настоящее время эксплуатируется ракета «Дельта-4», которая, впрочем, не имеет ничего общего с более ранними ракетами семейства Delta. Запуски и производство ракет-носителей «Дельта» осуществляет United Launch Alliance.

## История

### Первые запуски ракеты-носителя «Дельта»
| №. | Дата                  | Полезная нагрузка | Результат | Примечания |
| -- | --------------------- | ----------------- | --------- | --- |
| 1  | 13 мая 1960 года      | Echo 1            | неудача   | Запущен в 21:16 GMT. Успешно сработала первая ступень, но во второй ступени произошла ошибка в системе управления ориентацией. Космический аппарат был потерян. |
| 2  | 12 августа 1960 года  | Echo 1A           | успех     | Спутник был запущен на орбиту высотой в 1666 км и наклонением 47 градусов.                                                                                      |
| 3  | 23 ноября 1960 года   | TIROS-2           | успех     | |
| 4  | 25 марта 1961 года    | Explorer-10       | успех     | 35 килограммовый космический аппарат был запущен на эллиптическую орбиту высотой 222000 км.                                                                     |
| 5  | 12 июля 1961 года     | TIROS-3           | успех     | |
| 6  | 16 августа 1961 года  | Explorer-12       | успех     | Изучение частиц высокой энергии. (EPE-A). Высокая эллиптическая орбита.                                                                                         |
| 7  | 8 февраля 1962 года   | TIROS-4           | успех     | |
| 8  | 7 марта 1962 года     | OSO-1             | успех     | Орбитальная солнечная обсерватория. Высота орбиты 555 км, наклонение 33 градуса.                                                                                |
| 9  | 26 апреля 1962 года   | Ariel-1           | успех     | Ariel-1 позднее значительно пострадал от ядерных испытаний в космическом пространстве.                                                                          |
| 10 | 19 июня 1962 года     | TIROS-5           | успех     | |
| 11 | 10 июля 1962 года     | Telstar-1         | успех     | Также пострадал от ядерных испытаний Starfish Prime |
| 12 | 18 сентября 1962 года | TIROS-6           | успех     | |